# Atkár
Atkár es un pueblo ubicado en el distrito de Gyöngyös, en el condado de Heves, Hungría.

## Superficie
Posee una superficie de 33,76 kilómetros cuadrados.

## Demografía
Hasta 2019 la población era de 1716 habitantes, con una densidad de población de 50,83 habitantes por kilómetro cuadrado.